# Военно-воздушные силы Италии
Военно-воздушные силы Италии (итал. Aeronautica Militare Italiana) — один из видов Вооружённых сил Италии.

## История
Италия была первой страной, применившей самолёты в боевых действиях (во время итало-турецкой войны 1911—1912). Национальные военно-воздушные силы были созданы 23 марта 1923 года как Regia Aeronautica. Они участвовали в итало-эфиопской войне и гражданской войне в Испании. К моменту вступления Италии во Вторую мировую войну в 1940 году итальянские ВВС имели более 3000 самолётов, однако менее 60 % из них были боеготовы.
После войны на вооружённые силы Италии были наложены серьёзные ограничения, однако создание НАТО в 1949 году открыло национальным ВВС путь к перевооружению, в основном за счёт американских поставок. Наряду с производством по лицензии некоторых американских самолётов итальянская авиапромышленность выпускала и самолёты собственной разработки.

## Структура
| Военно-воздушные силы (Aeronautica Militare) | Военно-воздушные силы (Aeronautica Militare) | Военно-воздушные силы (Aeronautica Militare) | Военно-воздушные силы (Aeronautica Militare) | Военно-морская авиация (Aviazione Navale)            | Военно-морская авиация (Aviazione Navale)          | Армейская авиация (Aviazione dell'Esercito) | Армейская авиация (Aviazione dell'Esercito) | Эквививаленты сухопутных войск (Esercito Italiano) |              |
| авиационные части                            | авиационные части                            | наземные части поддержки                     | наземные части поддержки                     |                                                      |                                                    |                                             |                                             |                                                    |              |
| -------------------------------------------- | -------------------------------------------- | -------------------------------------------- | -------------------------------------------- | ---------------------------------------------------- | -------------------------------------------------- | ------------------------------------------- | ------------------------------------------- | -------------------------------------------------- | ------------ |
| comando                                      | командование                                 |                                              |                                              | Comando forze aeree (COMFORAER)                      | Командование авиационных сил ВМФ                   | Comando Aviazione dell'Esercito (COMAVES)   | Командование армейской авиации              | comando                                            | командование |
| regione aerea                                | авиарегион                                   | -                                            | -                                            | -                                                    | -                                                  | -                                           | -                                           | corpo                                              | корпус       |
| divisione aerea                              | авиадивизия                                  | divisione                                    | дивизия                                      | -                                                    | -                                                  | -                                           | -                                           | divisione                                          | дивизия      |
| brigata aerea                                | авиабригада                                  | brigata                                      | бригада                                      | -                                                    | -                                                  | brigata aviazione dell'Esercito             | авиационная бригада СВ                      | brigata                                            | бригада      |
| stormo                                       | крыло                                        | reparto                                      | част (полк)                                  | - stazione aerei marina - stazione еlicotteri marina | - самолётная станция ВМФ - вертолётная станция ВМФ | reggimento aviazione dell'Esercito          | авиационный полк СВ                         | reggimento                                         | полк         |
| gruppo                                       | эскадрилья                                   |                                              |                                              | gruppo                                               | эскадрилья                                         | gruppo squadroni                            | группа эскадронов                           | battaglione                                        | батальон     |
| squadriglia                                  | звено                                        |                                              |                                              | squadriglia nucleo                                   | звено ядро                                         | squadrone                                   | эскадрон                                    | compagnia                                          | рота         |

| Военно-воздушные силы (Aeronautica Militare)           | Военно-воздушные силы (Aeronautica Militare)                                                     |                                    |
| организационное звено                                  | звание командира                                                                                 | эквивалент ВС Российской Федерации |
| ------------------------------------------------------ | ------------------------------------------------------------------------------------------------ | ---------------------------------- |
| Stato maggiore dell'Aeronautica (SMA) Главный штаб ВВС | generale di squadra aerea con incarichi speciali генерал авиационной эскадры с особыми заданиями | генерал армии                      |
| squadra aerea / comando авиаэскадра / командование     | generale di squadra aerea генерал авиаэскадры                                                    | генерал-лейтенант                  |
| divisione aerea авиадивизия                            | generale di divisione aerea генерал авиадивизии                                                  | Генерал-майор                      |
| brigata aerea авиабригада                              | generale di brigata aerea генерал авиабригады                                                    | -                                  |
| stormo крыло                                           | colonnello полковник                                                                             | полковник                          |
| gruppo группа (эскадрилья)                             | tenente colonnello подполковник                                                                  | подполковник                       |
| squadriglia авиазвено                                  | maggiore майор                                                                                   | майор                              |

### Состав ВВС

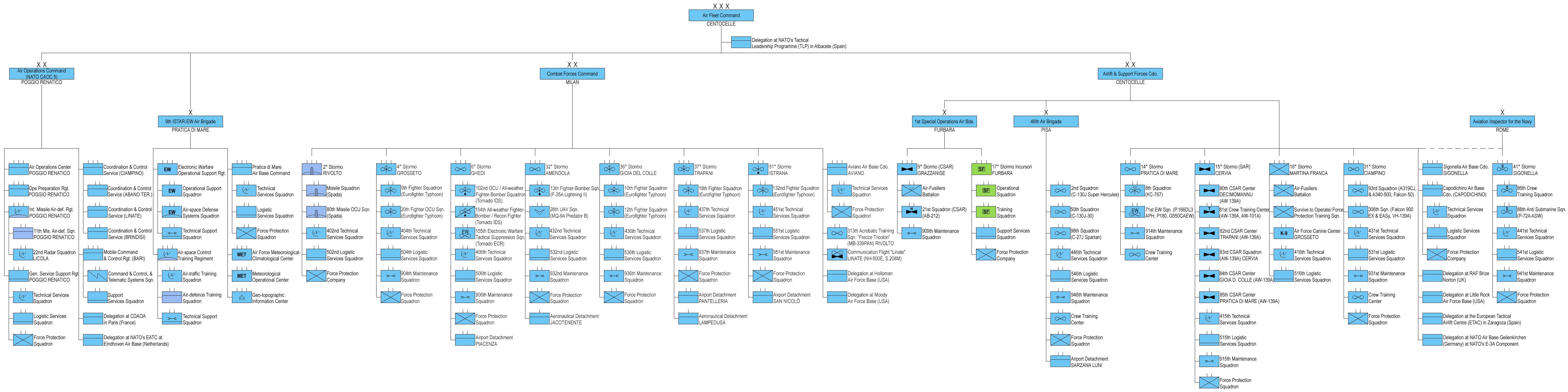
Состав ВВС Италии на 2022 год

Главный штаб ВВС (Stato maggiore dell’Aeronautica (SMA)) (генерал авиационной эскадры с особыми заданиями) — Дворец авиации, Рим

#### Командование авиаэскадры
Командование авиаэскадры (Comando della squadra aerea (CSA)) — аэродром «Франческо Баракка» Рим-Ченточелле
- Командование воздушными операциями (Comando operazioni aeree (C.O.A.)) — Поджо-Ренатико
  - группа предупреждения и контроля ПВО (Gruppo riporto e controllo difesa aerea) — Поджо-Ренатико
  - Части поддержки и общего обслуживания (Reparto supporto e servizi generali (R.S.S.G.)) — Поджо-Ренатико
  - Мобильная часть командования и контроля (Reparto mobile comando e controllo (R.M.C.C.)) — Бари
  - Служба координации и контроля ВВС (Servizio di coordinamento e controllo dell’AM (S.C.C.AM)) — аэропорт Рим — Чампино
    - Центр СКК ВВС Альбано Терме (S.C.C.AM — Abano Terme)
    - Центр СКК ВВС Милан — Линате (S.C.C.AM — Milano Linate)
    - Центр СКК ВВС Бриндизи (S.C.C.AM — Brindisi)

  - Пост обработки оперативной информации (Air Control Centre, Recognised air Picture Production Centre, and Sensor Fusion Post (A.R.S)) — Поджо-Ренатико
  - 22-я Радио-локационная группа (22º Gruppo radar) — Ликола
  - Представительство ВВС Италии при Командовании ПВО французских ВВС (Rappresentanza dell’Aeronautica Militare Italiana (R.A.M.I.) presso il Comando della difesa aerea e delle operazioni aeree francese (C.D.A.O.A.)) — Париж
- Командование боевых сил (Comando delle forze da combattimento (C.F.C.)) — Милан
  - авиазвено связи Линате (Squadriglia Collegamenti Linate): P-180A, AB.212E
  - Frecce Tricolori (313º Gruppo addestramento acrobatico — Pattuglia Acrobatica Nazionale): MB.339PAN — авиабаза Ривольто — Удине
  - 4-е крыло (4º Stormo «Amedeo d’Aosta») — авиабаза Гроссето «Коррадо Баккарини»
    - Командный отдел (Ufficio comando), Отдел операций (Ufficio operazioni), Отдел безопасности полётов (Ufficio sicurezza volo)
    - 9-я группа 9° Gruppo): F/TF-2000A
    - 20-я группа боевого переучивания (20° Gruppo OCU): F/TF-2000A
    - 604-е авиазвено связи (604ª Squadriglia Collegamenti): MB339A, U-208A, AB.212A
    - 904-я группа обслуживания самолётов (904° Gruppo efficienza aeromobili)
    - 404-я группа оперативной технической поддержки (404º Gruppo Supporto Tecnico Operativo)
    - 504-я группа оперативной тыловой поддержки (504º Gruppo Supporto Logistico Operativo)
    - группа боевого поиска и спасения (Gruppo sopravvivenza delle forze)
    - группа охраны (Gruppo Protezione delle Forze), Административная служба (Servizio Amministrativo), Медицинский пункт (Infermeria di Corpo)

  - 36-е крыло «Рикардо Хелмут Зайдл» (36º Stormo «Riccardo Helmut Seidl») — авиабаза Джоя-дель-Колле «Антонио Рамирес»
    - Командный отдел (Ufficio comando), Отдел операций (Ufficio operazioni), Отдел безопасности полётов (Ufficio sicurezza volo)
    - 10-я группа 10° Gruppo): F/TF-2000A
    - 12-я группа 12° Gruppo): F/TF-2000A
    - 636-е авиазвено связи (636ª Squadriglia Collegamenti): MB339A, P-180A, AB.212A
    - 936-я группа обслуживания самолётов (936° Gruppo efficienza aeromobili)
    - 436-я группа оперативной технической поддержки (436º Gruppo Supporto Tecnico Operativo)
    - 536-я группа оперативной тыловой поддержки (536º Gruppo Supporto Logistico Operativo)
    - группа охраны (Gruppo Protezione delle Forze), Административная служба (Servizio Amministrativo), Медицинский пункт (Infermeria di Corpo)

  - 37-е крыло «Чезаре Тоски» (37º Stormo «Cesare Toschi») — авиабаза Трапани — Бирги «Ливио Басси»
    - Командный отдел (Ufficio comando), Отдел операций (Ufficio operazioni), Отдел безопасности полётов (Ufficio sicurezza volo)
    - 18-я группа 18° Gruppo): F/TF-2000A
    - 637-е авиазвено связи (637ª Squadriglia Collegamenti): MB339A, S208A, AB.212A
    - 937-я группа обслуживания самолётов (937° Gruppo efficienza aeromobili)
    - 437-я группа оперативной технической поддержки (437º Gruppo Supporto Tecnico Operativo)
    - 537-я группа оперативной тыловой поддержки (537º Gruppo Supporto Logistico Operativo)
    - группа охраны (Gruppo Protezione delle Forze), Административная служба (Servizio Amministrativo), Медицинский пункт (Infermeria di Corpo)
    - Деташемент аэропорта Лампедуза (Distaccamento Aeroportuale Lampedusa)
    - Деташемент аэропорта Пантеллерия (Distaccamento Aeroportuale Pantelleria)

  - 6-е крыло «Альфредо Фуско» (6º Stormo «Alfredo Fusco») — авиабаза Бреша — Геди «Луиджи Оливари»
    - Командный отдел (Ufficio comando), Отдел операций (Ufficio operazioni), Отдел безопасности полётов (Ufficio sicurezza volo)
    - 154-я группа 154° Gruppo): Tornado A-200A
    - 155-я группа 155° Gruppo): Tornado EA-200B
    - 102-я группа боевого переучивания (102° Gruppo OCU): Tornado A/TA-200A
    - 606-е авиазвено связи (606ª Squadriglia Collegamenti): MB339A, S208A, AB.212A
    - 906-я группа обслуживания самолётов (906° Gruppo efficienza aeromobili)
    - 437-я группа оперативной технической поддержки (406º Gruppo Supporto Tecnico Operativo)
    - 537-я группа оперативной тыловой поддержки (506º Gruppo Supporto Logistico Operativo)
    - группа охраны (Gruppo Protezione delle Forze), Административная служба (Servizio Amministrativo), Медицинский пункт (Infermeria di Corpo)

  - 32-е крыло «Армандо Боетто» (32º Stormo) — авиабаза Фоджа — Амендола «Лейтенант Пилот Луиджи Ровелли»
    - Командный отдел (Ufficio comando), Отдел операций (Ufficio operazioni), Отдел безопасности полётов (Ufficio sicurezza volo)
    - 13-я группа 13° Gruppo): F-35A
    - 28-я группа БЛА (28° Gruppo APR): MQ-9A Reaper, MQ-1C Predator A+, P.1HH Hammerhead
    - 61-я группа БЛА (61° Gruppo APR): MQ-1C Predator A+ — авиабаза Сигонелла
    - 632-е авиазвено связи (632ª Squadriglia Collegamenti): MB339A, S208A, NH.500Е
    - 932-я группа обслуживания самолётов (932° Gruppo efficienza aeromobili)
    - 432-я группа оперативной технической поддержки (432º Gruppo Supporto Tecnico Operativo)
    - 532-я группа оперативной тыловой поддержки (532º Gruppo Supporto Logistico Operativo)
    - группа охраны (Gruppo Protezione delle Forze), Административная служба (Servizio Amministrativo), Медицинский пункт (Infermeria di Corpo)

  - 51-е крыло (51º Stormo): AMX — авиабаза Истрана — Тревизо «Витторио Брагадин»
    - Командный отдел (Ufficio comando), Отдел операций (Ufficio operazioni), Отдел безопасности полётов (Ufficio sicurezza volo)
    - будет снова сформирована 22-я группа на Eurofighter: F/TF-2000A
    - 132-я группа 132º Gruppo) — AMX/-Т — самолёты будет сняти с вооружения, группа будет рассформирована
    - (651^ Squadriglia Collegamenti): MB.339A, AB.212E
    - 951-я группа обслуживания самолётов (951° Gruppo efficienza aeromobili)
    - 451-я группа оперативной технической поддержки (451º Gruppo Supporto Tecnico Operativo)
    - 551-я группа оперативной тыловой поддержки (551º Gruppo Supporto Logistico Operativo)
    - группа охраны (Gruppo Protezione delle Forze), Административная служба (Servizio Amministrativo), Медицинский пункт (Infermeria di Corpo)

  - 2-е крыло «Марио д’Агостини» (2º Stormo): ЗРК — авиабаза Риволто — Удине «Капитан Марио Визентини»
    - 700-я Зенитно-ракетная группа (Gruppo Missili): ЗРК Spada
    - 701-я Зенитно-ракетная группа (Gruppo Missili): ЗРК Spada (рассформирована ?)
    - 80-я Учебная зенитно-ракетная группа (80º Gruppo OCU)
    - 402-я группа оперативной технической поддержки (402º Gruppo Supporto Tecnico Operativo)
    - 502-я группа оперативной тыловой поддержки (502º Gruppo Supporto Logistico Operativo)
    - Рота охраны (Compagnia Protezione delle Forze), Административная служба (Servizio Amministrativo), Медицинский пункт (Infermeria di Corpo)
- Командование сил поддержки и спецназа (Comando delle forze di supporto e speciali (C.F.S.S.)) — аэродром «Франческо Баракка» Рим-Ченточелле (генерал авиадивизии)
  - 14-е крыло «Серджо Сартофф» (14º Stormo «Sergio Sartoff») — авиабаза Пратика ди Маре «Марио де Бернарди»
    - Командный отдел (Ufficio comando), Отдел операций (Ufficio operazioni), Отдел безопасности полётов (Ufficio sicurezza volo)
    - 8-я группа 8° Gruppo): KC-767A
    - 71-я группа 71° Gruppo): G.550CAEW, Beech 350ER, P.180AM/RM
    - 914-я группа обслуживания самолётов (914° Gruppo efficienza aeromobili)
    - 414-я группа оперативной технической поддержки (414º Gruppo Supporto Tecnico Operativo)
    - 514-я группа оперативной тыловой поддержки (514º Gruppo Supporto Logistico Operativo)

  - 31-е крыло «Кармело Раити» (31º Stormo «Carmelo Raiti») — аэропорт Рим — Чампино «Джовани Батиста Пастине»
    - Командный отдел (Ufficio comando), Отдел операций (Ufficio operazioni), Отдел безопасности полётов (Ufficio sicurezza volo)
    - 306-я группа 306° Gruppo): A340-541, A319-112CJ, Falcon 50
    - 93-я группа 93° Gruppo): Falcon 900, P.180AM, VH-139A
    - 931-я группа обслуживания самолётов (931º Gruppo Efficienza Aeromobili)
    - 431-я группа оперативной технической поддержки (431º Gruppo Supporto Tecnico Operativo)
    - 531-я группа оперативной тыловой поддержки (531º Gruppo Supporto Logistico Operativo)

  - 41-е крыло «Афос Амманнато» (41º Stormo «Athos Ammannato») — авиабаза Катания — Сигонелла «Козимо ди Пальма»
    - Командный отдел (Ufficio comando), Отдел операций (Ufficio operazioni), Отдел безопасности полётов (Ufficio sicurezza volo)
    - 88-я группа ПЛО (88° Gruppo Antisommergibili): P-72A
    - 86-й Центр подготовки летного состава (86° Centro Addestramento Equipaggi): P-72A
    - 941-я группа обслуживания самолётов (941° Gruppo efficienza aeromobili)
    - 441-я группа оперативной технической поддержки (441º Gruppo Supporto Tecnico Operativo)
    - 541-я группа оперативной тыловой поддержки (541º Gruppo Supporto Logistico Operativo)
    - группа охраны (Gruppo Protezione delle Forze), Административная служба (Servizio Amministrativo), Медицинский пункт (Infermeria di Corpo)

  - 1-я Авиабригада специальных операций (1ª Brigata aerea «operazioni speciali» (1ª B.A.O.S.)) — авиабаза Червия — Писиняно
    - 9-е крыло специальных операций «Франческо Баракка» (9º Stormo Operazioni Speciali «Francesco Baracca») — авиабаза Казерта — Градзанисе «Карло Романиоли»
      - Командный отдел (Ufficio comando), Отдел операций (Ufficio operazioni), Отдел безопасности полётов (Ufficio sicurezza volo)
      - 21-я группа специальных операций (21° Gruppo Operazioni Speciali): AB.212ICO
      - 909-я группа обслуживания самолётов (909° Gruppo efficienza aeromobili)
      - 409-я группа оперативной технической поддержки (409º Gruppo Supporto Tecnico Operativo)
      - 509-я группа оперативной тыловой поддержки (509º Gruppo Supporto Logistico Operativo)
      - группа охраны (Gruppo Protezione delle Forze), Административная служба (Servizio Amministrativo), Медицинский пункт (Infermeria di Corpo)

    - 15-е крыло «Стефано Каня» (15º Stormo «Stefano Cagna»): HH-101A, HH-139A, HH-212A — авиабаза Червия — Писиняно
      - Командный отдел (Ufficio comando), Отдел операций (Ufficio operazioni), Отдел безопасности полётов (Ufficio sicurezza volo)
      - 23-я группа 23º Gruppo): HH-101A
      - 83-я группа боевого поиска и спасения (83º Gruppo CSAR): HH-139A
      - 81-й Центр подготовки летного состава (81º Centro Addestramento Equipaggi): HH-101A, HH-139A
      - 615-е авиазвено связи (615ª Squadriglia Collegamenti): TH-500B
      - 915-я группа обслуживания самолётов (915° Gruppo efficienza aeromobili)
      - 415-я группа оперативной технической поддержки (415º Gruppo Supporto Tecnico Operativo)
      - 515-я группа оперативной тыловой поддержки (515º Gruppo Supporto Logistico Operativo)
      - Рота охраны (Compagnia Protezione delle Forze), Административная служба (Servizio Amministrativo), Медицинский пункт (Infermeria di Corpo)
      - 80-я группа боевого поиска и спасения (80º Gruppo CSAR): HH-212AWTI — Кальяри — полигон Дечимоманну
      - 82-я группа боевого поиска и спасения (82º Gruppo CSAR): HH-139A — авиабаза Трапани — Бирги
      - 84-я группа боевого поиска и спасения (84º Gruppo CSAR): HH-139A — авиабаза Джоя-дель-Колле
      - 85-я группа боевого поиска и спасения (85º Gruppo CSAR): HH-139A — авиабаза Пратика ди Маре
      - 672-е авиазвено связи (672ª Squadriglia Collegamenti) — полигон Сальто ди Куирра

    - 16-е крыло — Полк охраны (16º Stormo — Reparto Protezione delle Forze) — Таранто — Мартина-Франка
      - Батальон военно-воздушных стрелков (Battaglione Fucilieri dell’Aria): экспедиционный батальон охраны ВВС
      - Рота охраны (Compagnia Protezione delle Forze): учебная рота
      - Центр подготовки служебных собаков ВВС (Centro Cinofili dell’Aeronautica Militare) — авиабаза Гроссето
      - группа служб поддержки (Gruppo Servizi di Supporto)

    - 17-е крыло диверсантов (17º Stormo Incursori) — аэродром Фурбара (Рим — Черветери)
      - Командный отдел (Ufficio comando), Отдел операций (Ufficio operazioni)
      - Оперативная группа (специального назначения) (Gruppo operativo)
      - Учебная группа спасателей и диверсантов (Gruppo addestramento — soccorritori e incursori)
      - Учебная рота по обучению выживанию (Compagnia sopravvivenza delle forze)
      - группа служб поддержки (Gruppo Servizi di Supporto)
      - Административная служба (Servizio Amministrativo), Медицинский пункт (Infermeria di Reparto)

    - 46-я авиабригада «Силвио Ангелучи» (46ª Brigata Aerea «Silvio Angelucci») — авиабаза Пиза — Сан Джусто «Артуро дель’Оро»
      - Командный отдел (Ufficio comando), Отдел операций (Ufficio operazioni), Отдел безопасности полётов (Ufficio sicurezza volo)
      - 2-я группа 2° Gruppo): C/KC-130J/J-30
      - 50-я группа 50° Gruppo): C/KC-130J/J-30
      - 98-я группа 98° Gruppo): C-27J Spartan/ EC-27J Jedi/ MC-27J Praetorian
      - Центр боевого переучивания (Centro addestramento equipaggi): C-130J, C-27J
      - 946-я группа обслуживания самолётов (946° Gruppo efficienza aeromobili)
      - 446-я группа оперативной технической поддержки (446º Gruppo Supporto Tecnico Operativo)
      - 546-я группа оперативной тыловой поддержки (546º Gruppo Supporto Logistico Operativo)
      - группа охраны (Gruppo Protezione delle Forze), Административная служба (Servizio Amministrativo), Медицинский пункт (Infermeria di Corpo)

    - Представительство ВВС Италии в авиабазы НАТО Гайленкирхен (RAMI Geilenkirchen Rappresentanza dell’Aeronautica Militare presso la Base Nato di Geilenkirchen) — Гайленкирхен, Германия
    - Комендатура аэропорта (Comando aeroporto di Sigonella) — Сигонелла, Катания
    - Комендатура аэропорта Каподичино (Comando aeroporto Capodichino) — Каподичино, Неаполь
- 9-я бригада ВВС наблюдения, обнаружения цели, разведки и РЭБ (9ª Brigata Aerea Intelligence, Surveillance, Target Acquisition and Reconnaissance — Electronic Warfare (I.S.T.A.R. — E.W.)) — авиабаза Пратика ди Маре
  - Национальный центр ВВС метеорологии и климатологии (Centro nazionale meteorologia e climatologia A.M. (C.N.M.C.A.)) — авиабаза Пратика ди Маре
  - Геотопографический информационный центр ВВС (Centro informazioni geotopografiche aeronautiche (C.I.G.A.)) — авиабаза Пратика ди Маре
  - Учебная часть управлении воздушного пространства (Reparto addestramento controllo spazio aereo (R.A.C.S.A.)) — авиабаза Пратика ди Маре
  - часть техническо-оперативной поддержки РЭБ (Reparto supporto tecnico operativo guerra elettronica (Re.S.T.O.G.E.)) — авиабаза Пратика ди Маре
  - Комендатура аэропорта Пратика ди Маре (Comando aeroporto di Pratica di Mare) — авиабаза Пратика ди Маре
- 3-е крыло (3º Stormo): экспедиционная тыловая поддержка — авиабаза Верона — Вилафранка

#### Логистическое командование ВВС
Логистическое командование ВВС (Comando logistico dell’Aeronautica Militare (AEROLOG)) (генерал авиаэскадры) — Дворец авиации, Рим
- 1-я дивизия — лётно-исследовательский центр (1ª Divisione — centro sperimentale di volo (CSV))
  - Испытательный авиаполк (Reparto Sperimentale di Volo)
  - Полк исследования материалов для авиации и космонавтики (Reparto Tecnologie Materiali Aeronautici e Spaziali (R.T.M.A.S.))
  - Полк авиационной и космической медицины (Reparto Medicina Aeronautica e Spaziale (R.M.A.S.))
  - Представительство ВВС Италии при Школе лётчиков-испытателей ВВС Франции (Rappresentanza Aeronautica Militare Italiana (R.A.M.I.) presso la Scuola «EPNER») — авиабаза Истр, Франция
- 2-я дивизия — техническо-оперативная поддержка летательных аппаратов, вооружениях и авионики (2ª Divisione — supporto tecnico operativo aeromobili armamento ed avionica)
- 3-я дивизия — техническо-оперативная поддержка систем управления, контроля, телекоммуникации и телематики (3ª Divisione — supporto tecnico operativo sistemi comando e controllo telecomunicazioni e telematica)
  - 4-я бригада телекоммуникаций и ПВО (4ª Brigata telecomunicazioni e difesa aerea) — Борго Пиаве
    - 1-я техническая часть связи (1º Reparto tecnico comunicazioni) — Милан — Линате
      - Рота телекоммуникаций Падуя (Sq. TLC Padova)
      - Рота телекоммуникаций Горы Сеттепани (Sq. TLC Monte Settepani)
      - Рота телекоммуникаций Дечимоманну (Sq. TLC Decimomannu)
      - Рота телекоммуникаций Горы Рубелло (Sq. TLC Monte Rubello)
      - Рота телекоммуникаций Горы Лимбара (Sq. TLC Monte Limbara)
      - Рота телекоммуникаций метеорологии Брик делла Кроче (Sq. TLC METEO Brik della Croce)

    - 2-я техническая часть связи (2º Reparto tecnico comunicazioni) — Bari Palese:
      - Рота связи Мартинафранка (Sq. Comunicazioni Martinafranca)
      - Рота телекоммуникаций Чампино (Sq. TLC Ciampino)
      - Рота телекоммуникаций Трапани (Sq. TLC Trapani)
      - Рота телекоммуникаций Серральта Сан Вито (Teleposto TLC Serralta S.Vito)
      - Рота телекоммуникаций метеорологии Пассо делла Порретта (Teleposto TLC METEO Passo della Porretta)
      - Рота телекоммуникаций метеорологии Терминилио (Teleposto TLC METEO Terminillo)
      - Рота телекоммуникаций метеорологии Пондза (Teleposto TLC METEO Ponza)
      - Рота телекоммуникаций метеорологии Горы Арджентарио (Teleposto TLC METEO Monte Argentario)
      - Рота телекоммуникаций метеорологии Гор (Каламита Teleposto TLC METEO Monte Calamita)

    - Технический центр метеорологии Винья ди Вале (Centro Tecnico per la Meteorologia Vigna di Valle)
- Служба поддержки (Servizio dei supporti)
- Служба инфраструктуры (Servizio infrastrutture)
- Комиссариат и административная служба (Servizio di commissariato e amministrazione)
- Санитарная служба ВВС (Servizio sanitario aeronautica militare)
- Экспериментально-учебный полигон Сальто ди Куирра (Poligono Sperimentale e di Addestramento Interforze di Salto di Quirra)

#### 1-й воздушный регион
Командование 1-го воздушного региона (Comando 1ª Regione aerea (COM 1ª RA)) (генерал авиадивизии) — аэродром Милано — Линате
- (Comando Aeroporto Linate / Quartier Generale — 1ª Regione Aerea) — аэродром Милано — Линате
- Центр региональной логистической поддержки / Институт «Умберто Маддалена» (Centro Logistico di Supporto Areale / Istituto «Umberto Maddalena») — Специя
- Аэродромная комендатура Капо Меле (Distaccamento Aeronautico di Capo Mele)
- Аэродромная комендатура Доббиако (Distaccamento Aeroportuale di Dobbiaco)

#### Командование школ ВВС и 3-го воздушного региона
Командование школ ВВС и 3-го воздушного региона (Comando delle scuole Aeronautica Militare — 3ª Regione aerea (CSAM 3ª RA)) — Бари
- Научный институт ВВС (Istituto di scienze militari aeronautiche) — Флоренция
- Академия ВВС (Accademia Aeronautica) — Поццуоли
- 61-е крыло «Карло Негри» (61º Stormo «Carlo Negri»): M-346, — авиабаза Лечче — Галатина «Фортунато Чезари»
  - Командный отдел (Ufficio comando), Отдел операций (Ufficio operazioni), Отдел безопасности полётов (Ufficio sicurezza volo)
  - 212-я группа (212° Gruppo): T-346A
  - 213-я группа (213° Gruppo): MB.339CD
  - 214-я группа (214° Gruppo): MB.339A
  - группа теоретичного инструктажа (Gruppo istruzione professionale)
  - 661-е авиазвено связи (661ª Squadriglia Collegamenti): MB.339A, U-208M
  - 961-я группа обслуживания самолётов (961° Gruppo efficienza aeromobili)
  - 461-я группа оперативной технической поддержки (461º Gruppo Supporto Tecnico Operativo)
  - 561-я группа оперативной тыловой поддержки (561º Gruppo Supporto Logistico Operativo)
  - Рота охраны (Compagnia Protezione delle Forze), Административная служба (Servizio Amministrativo), Медицинский пункт (Infermeria di Corpo)
- 70-е крыло (70º Stormo): SF-260 — аэродром Рим — Латина «Енрико Комани»
  - Командный отдел (Ufficio comando), Отдел операций (Ufficio operazioni), Отдел безопасности полётов (Ufficio sicurezza volo)
  - 207-я группа 207° Gruppo): SF-260EA
  - группа теоретичного инструктажа (Gruppo istruzione professionale)
  - 674-е авиазвено связи (674ª Squadriglia Collegamenti): MB.339A, NH.500Е
  - 970-я группа обслуживания самолётов (970° Gruppo efficienza aeromobili)
  - 470-я группа оперативной технической поддержки (470º Gruppo Supporto Tecnico Operativo)
  - 570-я группа оперативной тыловой поддержки (570º Gruppo Supporto Logistico Operativo)
  - Рота охраны (Compagnia Protezione delle Forze), Административная служба (Servizio Amministrativo), Медицинский пункт (Infermeria di Corpo)
- 72-е крыло (72º Stormo): AW139, NH-500 — авиабаза Фрозиноне «Джироламо Москардини»
  - Командный отдел (Ufficio comando), Отдел операций (Ufficio operazioni), Отдел безопасности полётов (Ufficio sicurezza volo)
  - 208-я группа (208° Gruppo): T-260B, T-2006A
  - группа теоретичного инструктажа (Gruppo istruzione professionale)
  - 675-е авиазвено связи (675ª Squadriglia Collegamenti): MB.339A, NH.500Е
  - 972-я группа обслуживания самолётов (972° Gruppo efficienza aeromobili)
  - 472-я группа оперативной технической поддержки (472º Gruppo Supporto Tecnico Operativo)
  - 572-я группа оперативной тыловой поддержки (572º Gruppo Supporto Logistico Operativo)
  - Рота охраны (Compagnia Protezione delle Forze), Административная служба (Servizio Amministrativo), Медицинский пункт (Infermeria di Corpo)
- 60-е крыло (60º Stormo): SIAI S.208, планеры — аэродром Рим — Гуидония (Монтечелио) «Альфредо Барбиери»
  - Командный отдел (Ufficio comando), Отдел операций (Ufficio operazioni), Отдел безопасности полётов (Ufficio sicurezza volo)
  - группа планеров (Gruppo di Volo a Vela): G103 Twin Astir II, Nimbus-4D, Nimbus 4M, LAK-17A
  - 660-е авиазвено связи (660ª Squadriglia Collegamenti): MB.339A, U-208M, NH.500Е
  - 960-я группа обслуживания самолётов (960° Gruppo efficienza aeromobili)
  - 460-я группа оперативной технической поддержки (460º Gruppo Supporto Tecnico Operativo)
  - 560-я группа оперативной тыловой поддержки (560º Gruppo Supporto Logistico Operativo)
  - Рота охраны (Compagnia Protezione delle Forze), Административная служба (Servizio Amministrativo), Медицинский пункт (Infermeria di Corpo)
- Центр подготовки летного состава транспортной и специальной авиации (Centro addestramento equipaggi — Multi Crew) — авиабаза Пратика ди Маре
- Школа сержантов ВВС (Scuola marescialli dell’Aeronautica Militare) — Витербо
- Школа специалистов ВВС (Scuola specialisti dell’Aeronautica Militare) — Казерта
- Школа развития и переподготовки подофицеров ВВС (Scuola di perfezionamento sottufficiali AM) — Лорето
- Школа добровольцев ВВС (Scuola volontari di truppa Aeronautica militare) — Таранто
- Историографический и спортивный центр ВВС (Centro storiografico e sportivo AM) — Винья ди Вале
- Представительство ВВС Италии в авиабазы ВВС США Шепард (Rappresentanza Aeronautica militare italiana di Sheppard, Stati Uniti) — Шепард, Техас, США
- Представительство ВВС Италии в авиабазы ВВС Канады Мус-Джо (Rappresentanza Aeronautica militare italiana di Moose Jaw, Canada) — Мус-Джо, Саскачеван, Канада

## Техника и вооружение
| Изображение            | Тип                                                                      | Производство     | Назначение                                       | Количество  | Примечания |
| Истребители            | Истребители                                                              | Истребители      | Истребители                                      | Истребители | Истребители |
| ---------------------- | ------------------------------------------------------------------------ | ---------------- | ------------------------------------------------ | ----------- | --- |
|                        | F-35A Lightning II F-35B Lightning II                                    | США              | Многоцелевой истребитель                         | 20 2        | |
|                        | Eurofighter Typhoon                                                      | Европейский союз | Многоцелевой истребитель                         | 93          | Заменил устаревшие F-16 |
| Штурмовики             |                                                                          |                  |                                                  |             | |
|                        | Panavia Tornado ECR Panavia Tornado IDS                                  | Европейский союз | Самолёт постановки РЭБ Штурмовик                 | 15 34       | Panavia Tornado ECR поставлялись с 1990 года, имеют СПО и вооружены противорадиолокационными ракетами AGM-88. Panavia Tornado IDS поставлялись с 1980. |
| Специальные самолёты   |                                                                          |                  |                                                  |             | |
|                        | Gulfstream G550 CAEW                                                     | США              | Самолёт АВАКС                                    | 3           | |
|                        | ATR-72MP                                                                 | Италия           | Поисково-спасательный самолёт Патрульный самолёт | 4           | |
|                        | Beech 350 King Air                                                       | США              | Самолёт радиоэлектронной разведки                | 1           | |
|                        | SIAI-Marchetti S.208                                                     | Италия           | Самолёт связи                                    | 18          | |
|                        | Boeing KC-767A                                                           | Италия           | Самолёт-заправщик                                | 4           | |
| Транспортные самолёты  |                                                                          |                  |                                                  |             | |
|                        | Lockheed Martin C-130J Lockheed Martin C-130J-30 Lockheed Martin KC-130J | США              | Военно-транспортный самолёт Самолёт-заправщик    | 6 5 10      | |
|                        | Alenia C-27J Spartan                                                     | Италия           | Военно-транспортный самолёт                      | 12          | |
|                        | P-180 Avanti                                                             | Италия           | Транспортный самолёт                             | 17          | |
|                        | Airbus A319CJ                                                            | Европейский союз | Транспортный самолёт                             | 3           | |
|                        | Dassault Falcon 50                                                       | Франция          | VIP самолёт                                      | 2           | |
|                        | Dassault Falcon 900 Dassault Falcon 900EX                                | Франция          | Административный самолёт VIP самолёт             | 2 1         | |
| Тренировочные самолёты |                                                                          |                  |                                                  |             | |
|                        | Aermacchi MB.339A Aermacchi MB.339CD Aermacchi MB.339PAN                 | Италия           | Учебно-боевой самолёт Аэробатический самолёт     | 21 28 15    | |
|                        | Aermacchi M-346                                                          | Италия           | Учебно-боевой самолёт                            | 22          | |
|                        | Aermacchi SF-260EA                                                       | Италия           | Учебно-тренировочный самолёт                     | 26          | |
| Вертолёты              |                                                                          |                  |                                                  |             | |
|                        | Agusta HH-101A                                                           | Италия           | Поисково-спасательный вертолёт                   | 12          | |
|                        | AW139                                                                    | Италия           | Многоцелевой вертолёт                            | 13          | |
|                        | MD-500E MD-500D                                                          | США / Италия     | Многоцелевой вертолёт                            | 39 2        | Американский вертолёт MD 500 Defender, который производился в Италии по лицензии.                                                                      |
| БПЛА                   |                                                                          |                  |                                                  |             | |
|                        | MQ-9 Reaper                                                              | США              | Разведывательный БПЛА                            | 6 единиц    | Используются в разведывательных целях, не вооружены.                                                                                                   |

## Опознавательные знаки

Опознавательный знак ВВС Италии
Вариант уменьшенной видимости

### Эволюция опознавательных знаков
| Опознавательный знак на плоскости | Знак на фюзеляж | Знак на киль | Когда использовался            | Порядок нанесения |
| --------------------------------- | --------------- | ------------ | ------------------------------ | --- |
| нет                               | нет             |              | 1911—1914                      | |
|                                   |                 |              | 1915—1926                      | Знак на киль с начала 20-х годов мог иметь вариант с гербом Савойского дома |
|                                   |                 |              | 1926—1930                      | Принят новый знак на фюзеляж, представляющий собой голубой круг с центре которого золотая ликторская фасция |
|                                   |                 |              | 1930—1935                      | Знак на киль наносился в центре, либо в верхней части белой полосы итальянского триколора |
|                                   |                 |              | 1935—1939                      | Знак на киль тот же. Приняты новые опознавательные знаки на плоскостях в виде круга с тремя стилизованным фасциями. Опознавательные знаки на плоскостях могли быть в двух вариантах: белая окантовка, чёрный фон с тремя белыми фасциями, либо чёрная окантовка, белый фон с тремя чёрными фасциями. |
|                                   |                 |              | 1940—1943                      | Знак на киль наносился в центре перекрестия, либо в верхней части белого креста¹. С 1941 года опознавательные знаки на плоскостях стали маскировочного типа, с чёрной окантовкой, тремя чёрными фасциями, но с фоном под цвет самого самолёта.                                                       |
|                                   |                 |              | 1943—1944                      | После капитуляции Италии в сентябре 1943 года все самолёты находившиеся на севере страны были захвачены нацистской Германией |
|                                   |                 |              | 1944—1945                      | ВВС Итальянской социальной республики |
|                                   |                 | нет          | с 1943 года по настоящее время | С октября 1943 по 1946 годы опознавательные знаки ВВС Королевства Италии находившегося в состоянии войны с Третьим рейхом, Итальянской социальной республикой и их союзниками. С 1946 года опознавательные знаки ВВС Итальянской Республики.                                                         |

¹ Белый крест на киль самолётов Королевских Итальянских ВВС наносился с июня 1940 года взамен итальянского триколора, который издалека немецкие союзники могли принять за французский, а позже и с британский триколоры и открыть дружеский огонь.

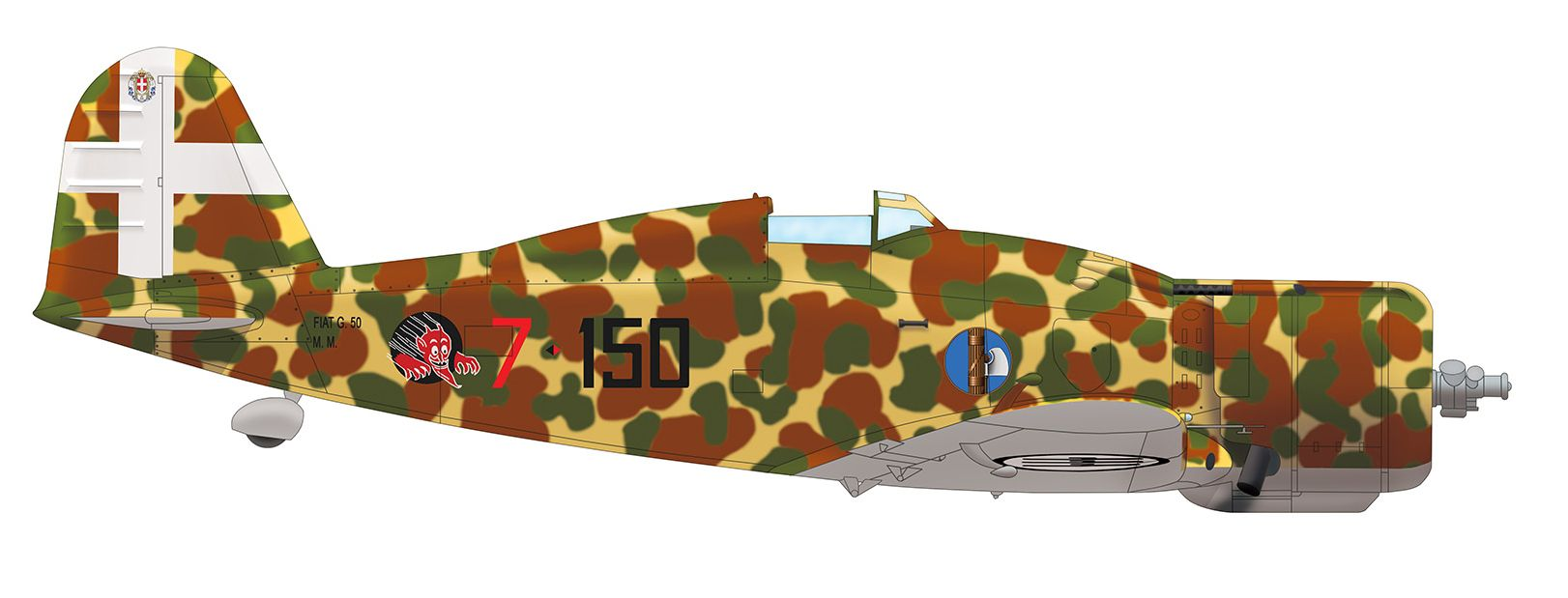
истребитель Fiat G.50 Freccia с опознавательным знаком на киле в виде белого креста принятого в 1940 году
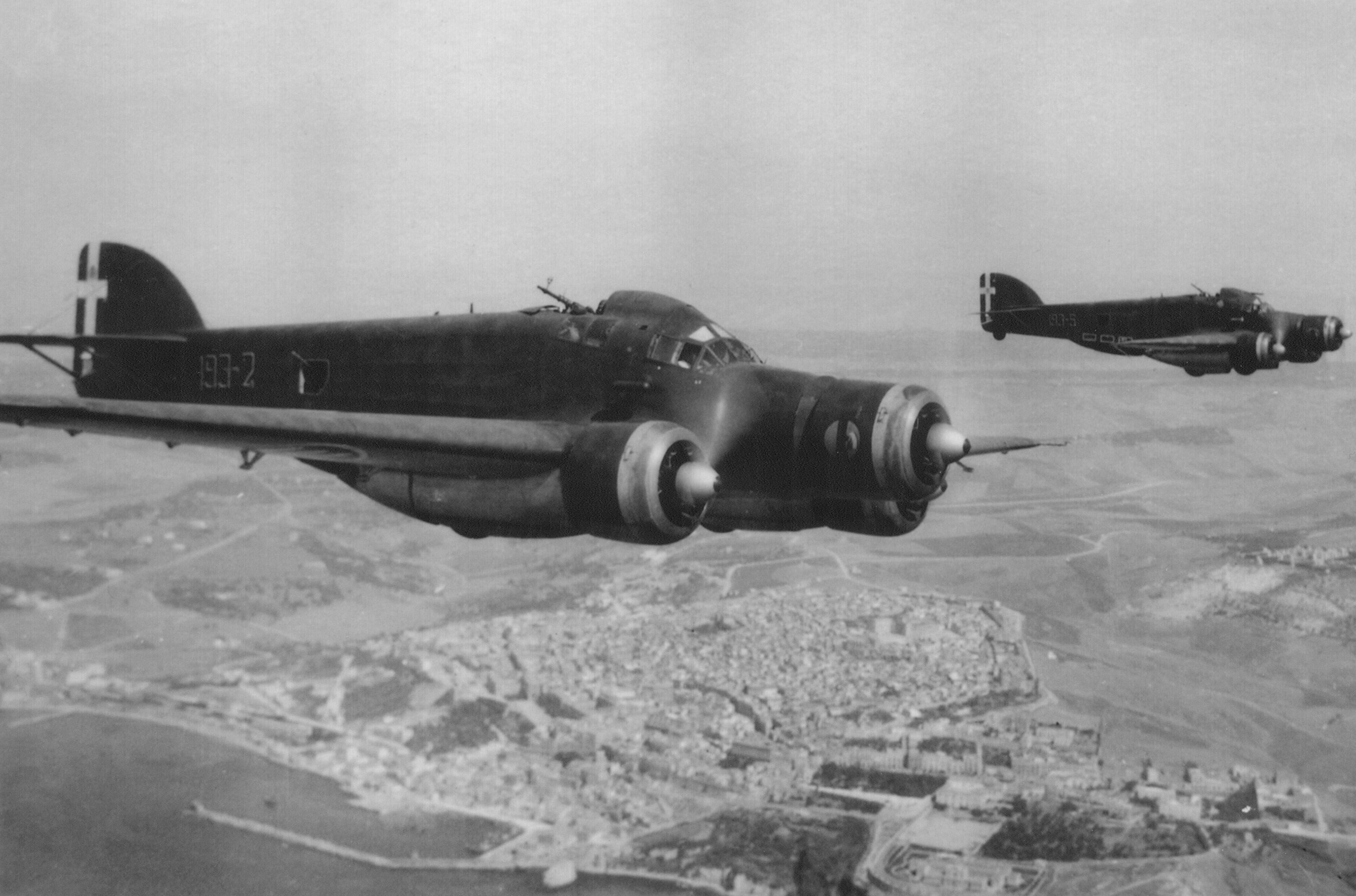
Трехмоторные бомбардировщики Savoia-Marchetti S.M.79. Хорошо виден белый крест на киле и знак фюзеляжа на центральном моторе
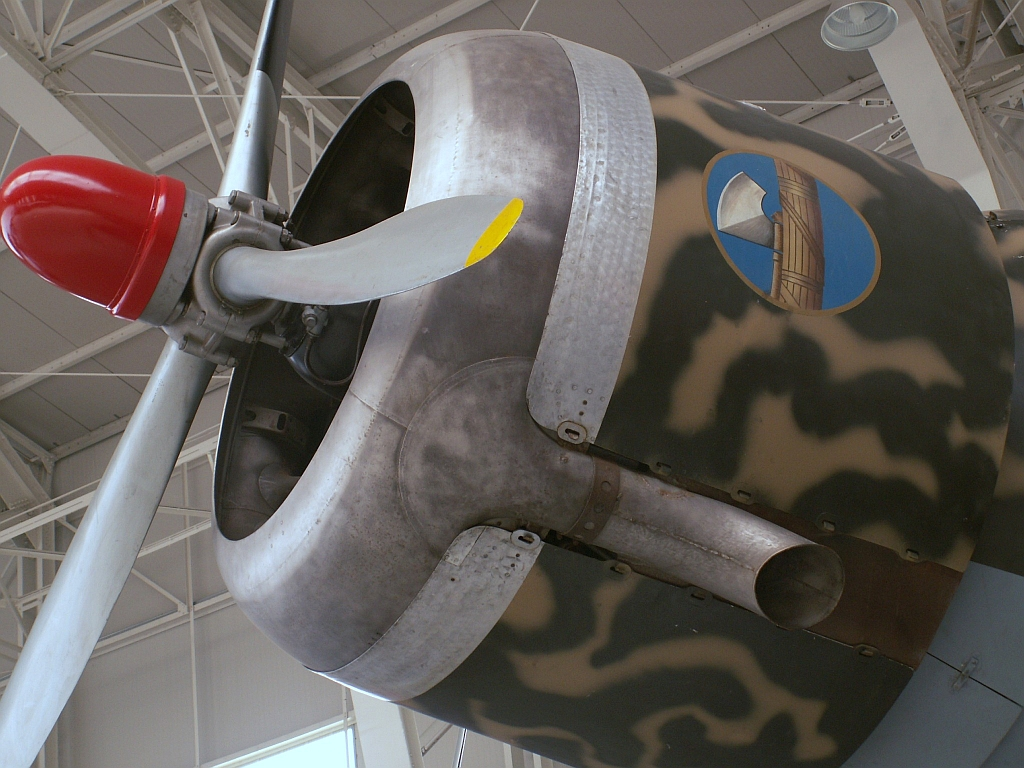
Знак фюзеляжа на капоте мотора бомбардировщика Savoia-Marchetti S.M.79
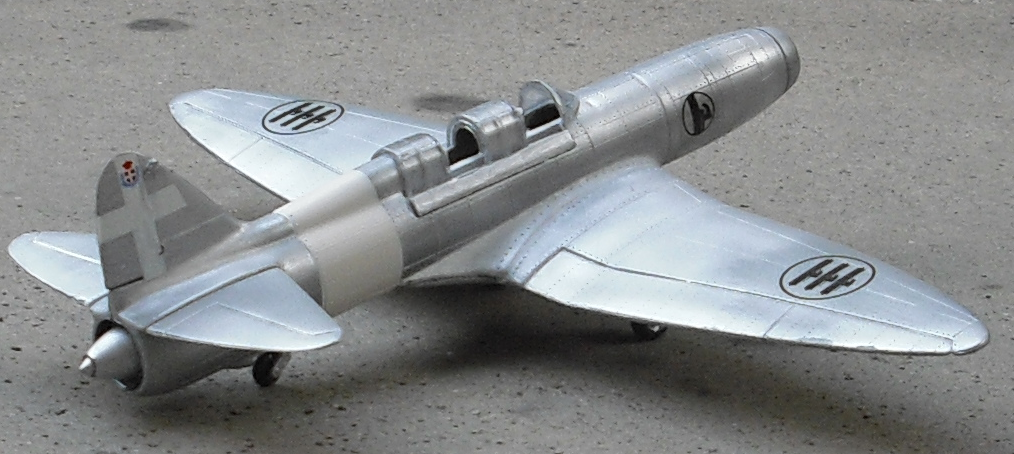
Масштабная модель опытного реактивного истребителя Campini-Caproni C.C.2 1940 года. Видны знаки на плоскостях

## Знаки различия

### Генералы и офицеры
| Категории               | Генералы      | Генералы                  | Генералы                    | Генералы                  | Старшие офицеры | Старшие офицеры    | Старшие офицеры | Младшие офицеры | Младшие офицеры | Младшие офицеры   |
| ----------------------- | ------------- | ------------------------- | --------------------------- | ------------------------- | --------------- | ------------------ | --------------- | --------------- | --------------- | ----------------- |
|                         |               |                           |                             |                           |                 |                    |                 |                 |                 |                   |
| Итальянское звание      | Generale      | Generale di Squadra Aerea | Generale di Divisione Aerea | Generale di Brigata Aerea | Colonnello      | Tenente Colonnello | Maggiore        | Capitano        | Tenente         | Sottotenente      |
| Российское соответствие | Генерал армии | Генерал-полковник         | Генерал-лейтенант           | Генерал-майор             | Полковник       | Подполковник       | Майор           | Капитан         | Лейтенант       | Младший лейтенант |

### Сержанты и солдаты
| Категории               | Подофицеры                     | Подофицеры        | Подофицеры                  | Подофицеры                    | Подофицеры                  | Сержанты и старшины    | Сержанты и старшины | Сержанты и старшины | Солдаты           | Солдаты             | Солдаты     | Солдаты      | Солдаты       | Солдаты |
| ----------------------- | ------------------------------ | ----------------- | --------------------------- | ----------------------------- | --------------------------- | ---------------------- | ------------------- | ------------------- | ----------------- | ------------------- | ----------- | ------------ | ------------- | ------- |
|                         |                                |                   |                             |                               |                             |                        |                     |                     |                   |                     |             |              |               | нет     |
| Итальянское звание      | primo maresciallo luogotenente | primo maresciallo | maresciallo di prima classe | maresciallo di seconda classe | maresciallo di terza classe | sergente maggiore capo | sergente maggiore   | sergente            | primo aviere capo | primo aviere scelto | aviere capo | primo aviere | aviere scelto | aviere  |
| Российское соответствие |                                |                   |                             |                               |                             |                        |                     |                     |                   |                     |             |              |               |         |